# Dinhata
Dinhata é uma subdivisão e uma município no distrito de Koch Bihar, no estado indiano de Bengala Ocidental.

## Geografia
Dinhata está localizada a 26° 08′ N, 89° 28′ L. Tem uma altitude média de 36 metros (118 pés).

## Demografia
Segundo o censo de 2001, Dinhata tinha uma população de 34 303 habitantes. Os indivíduos do sexo masculino constituem 51% da população e os do sexo feminino 49%. Dinhata tem uma taxa de literacia de 80%, superior à média nacional de 59,5%: a literacia no sexo masculino é de 84% e no sexo feminino é de 75%. Em Dinhata, 9% da população está abaixo dos 6 anos de idade.